# Eparchia di Kolomyja
L'eparchia di Kolomyja (in latino: Eparchia Kolomyiensis) è una sede della Chiesa greco-cattolica ucraina suffraganea dell'arcieparchia di Ivano-Frankivs'k. Nel 2021 contava 233.700 battezzati su 1.180.270 abitanti. È retta dall'eparca Vasyl' Ivasjuk.

## Territorio
L'eparchia comprende i distretti di Kolomyja, Verchovyna, Kosiv e Nadvirna nella parte meridionale dell'oblast' di Ivano-Frankivs'k, in Ucraina.
Sede eparchiale è la città di Kolomyja, dove si trova la cattedrale della Trasfigurazione del Signore. Fino al 2012 aveva il titolo di cattedrale la chiesa di San Michele Arcangelo, che sorge nella stessa città.
Il territorio si estende su 14.000 km² ed è suddiviso in 230 parrocchie.

## Storia
L'eparchia di Kolomyja-Černivci è stata eretta il 20 aprile 1993, ricavandone il territorio dall'eparchia di Stanislaviv (oggi arcieparchia di Ivano-Frankivs'k).
Originariamente suffraganea dell'arcieparchia di Kiev, il 21 novembre 2011 è entrata a far parte della provincia ecclesiastica dell'arcieparchia di Ivano-Frankivs'k.
Il 12 settembre 2017 papa Francesco ha dato il suo assenso alla decisione del sinodo della Chiesa greco-cattolica ucraina di dividere la circoscrizione ecclesiastica in due eparchie, dando origine all'eparchia di Černivci e all'eparchia di Kolomyja.

## Cronotassi dei vescovi
Si omettono i periodi di sede vacante non superiori ai 2 anni o non storicamente accertati.
- Pavlo Vasylyk † (20 aprile 1993 - 12 dicembre 2004 deceduto)
- Volodymyr Vijtyšyn (12 dicembre 2004 succeduto - 2 giugno 2005 nominato eparca di Stanislaviv)
- Mykola Simkajlo † (2 giugno 2005 - 21 maggio 2013 deceduto)
- Vasyl' Ivasjuk, dal 13 febbraio 2014

## Statistiche
L'eparchia nel 2021 su una popolazione di 1.180.270 persone contava 233.700 battezzati, corrispondenti al 19,8% del totale.
| anno | popolazione | popolazione | popolazione | presbiteri | presbiteri | presbiteri | presbiteri                | diaconi | religiosi | religiosi | parrocchie |
| anno | battezzati  | totale      | %           | numero     | secolari   | regolari   | battezzati per presbitero | diaconi | uomini    | donne     | parrocchie |
| ---- | ----------- | ----------- | ----------- | ---------- | ---------- | ---------- | ------------------------- | ------- | --------- | --------- | ---------- |
| 1999 | 501.176     | 1.450.000   | 34,6        | 181        | 178        | 3          | 2.768                     |         | 3         |           | 188        |
| 2000 | 240.960     | 1.384.500   | 17,4        | 189        | 187        | 2          | 1.274                     |         | 2         |           | 230        |
| 2001 | 240.960     | 1.384.500   | 17,4        | 188        | 186        | 2          | 1.281                     |         | 2         |           | 276        |
| 2002 | 240.900     | 1.384.500   | 17,4        | 192        | 189        | 3          | 1.254                     |         | 3         |           | 276        |
| 2003 | 240.400     | 1.384.000   | 17,4        | 199        | 196        | 3          | 1.208                     |         | 3         |           | 276        |
| 2004 | 240.000     | 1.384.000   | 17,3        | 215        | 211        | 4          | 1.116                     |         | 4         |           | 278        |
| 2006 | 240.000     | 1.384.000   | 17,3        | 208        | 205        | 3          | 1.153                     |         | 20        | 28        | 279        |
| 2009 | 239.300     | 1.242.400   | 19,3        | 221        | 221        |            | 1.082                     |         | 3         | 36        | 279        |
| 2013 | 238.400     | 1.238.400   | 19,3        | 246        | 246        |            | 969                       |         | 3         | 36        | 281        |
| 2016 | 237.700     | 1.200.000   | 19,8        | 216        | 216        |            | 1.100                     | 8       | 5         | 35        | 282        |
| 2019 | 236.400     | 1.193.360   | 19,8        | 252        | 252        |            | 938                       |         | 5         | 35        | 228        |
| 2021 | 233.700     | 1.180.270   | 19,8        | 251        | 251        |            | 931                       |         |           |           | 230        |